# إيمريش ستاشو
إيمريش ستاشو (مواليد 4 نوفمبر 1931) هو لاعب كرة قدم. يلعب مع منتخب تشيكوسلوفاكيا لكرة القدم. سبق له أن لعب في كأس العالم لكرة القدم مع منتخب بلاده.

## روابط خارجية
- إيمريش ستاشو على موقع الاتحاد الدولي (مؤرشف)  (الإنجليزية)
- إيمريش ستاشو على موقع الاتحاد الأوربي (الإنجليزية)
- إيمريش ستاشو على موقع ناشيونال فوتبول تيمز (الإنجليزية)
- إيمريش ستاشو على موقع Soccerway.com (الإنجليزية)
- إيمريش ستاشو على موقع عالم كرة القدم.نت (الإنجليزية)